# Sami Frashëri
Sami Frashëri, tur. Şemseddin Sami (ur. 1 czerwca 1850 we wsi Frashër, zm. 5 czerwca 1904 w Stambule) – albański pisarz, wydawca i działacz narodowy.

## Życiorys
Syn Halita i Emine, brat Naima i Abdyla. Kształcił się w szkole Zosimaia w Janinie. W 1871 rozpoczął pracę w osmańskiej administracji wilajetu Janiny, rok później wyjechał do Stambułu, gdzie objął posadę w biurze prasowym rządu. W 1874 r. spędził 9 miesięcy w Tripolitanii, redagując tam arabsko- i tureckojęzyczną gazetę Tarabulus. Po powrocie do stolicy Imperium osmańskiego redagował pismo Sabah (Poranek). W latach 1877–1878 pełnił szereg funkcji w administracji osmańskiej, ale też wydawał kolejne czasopisma, jak Aile (Rodzina) czy Hafta (Tydzień). W tym czasie był coraz bardziej aktywnym działaczem albańskiego ruchu narodowego, angażując się szczególnie w sprawę ujednolicenia alfabetu dla języka albańskiego. W 1879 r. był jednym z założycieli Shoqëri e të shtypuri shkronja shqip (Towarzystwo na rzecz publikacji w języku albańskim) i jego pierwszym przewodniczącym. Po wydaniu przez władze osmańskie zakazu działalności Towarzystwa, przeniosło się ono do Bukaresztu. Tam też w alfabecie zwanym stambulskim powstały podręczniki dla szkół albańskich autorstwa Samiego Frashëriego – jak Elementarz albański, Gramatyka języka albańskiego czy też Geografia.
W dorobku pisarskim Frashëriego znalazło się około 50 prac, w większości o charakterze naukowym. W 1872 wydał pierwszą powieść napisaną przez Albańczyka – Taşşuk-u Tal’at ve Fitnat (Miłość Talata i Fitnat). Była to jednocześnie pierwsza powieść turecka. Tematyka tej książki wykraczała poza konwencję klasycznej historii miłosnej, stanowiąc pretekst do ukazania stosunków społecznych, panujących w państwie osmańskim. Tematyce albańskiej był poświęcony dramat Besa yahud ahde vefa (Besa albo spełnienie przysięgi), wydany w 1875 w Konstantynopolu i wielokrotnie wystawiany na scenach stołecznych. W roku 1884 rozpoczął z pomocą ormiańskiego publicysty Mihrana wydawanie tanich książek popularnonaukowych, cenionych i chętnie czytanych przez mieszkańców Stambułu.
Frashëri jest także autorem słowników i leksykonów. Nie zachował się słownik języka albańskiego, który prawdopodobnie napisał, ale znane są choćby Słownik francusko-turecki z 1885 czy Słownik języka tureckiego z 1900 roku. W wydanym w latach 1889-1896 Słowniku świata zawarł m.in. szereg informacji o historii i geografii Albanii.
Wśród dzieł Frashëriego wyróżnia się jeden z manifestów albańskiego odrodzenia narodowego – Albania – czym była, czym jest i czym będzie. Refleksje na temat ustrzeżenia ojczyzny przed niebezpieczeństwem, jakie jej zagraża (Shqipëria ç´ka qenë, ç´është e ç´do të bëhet). Wydane po raz pierwszy w Bukareszcie w 1899 roku dzieło proponuje autonomię dla Albańczyków w ramach Imperium Osmańskiego, ale też przedstawia wizję przyszłej Albanii, jej ustroju politycznego i niezbędnych reform społecznych.
Ostatnie lata życia spędził w Erenköy, jednej z dzielnic Stambułu. Pozostawił po sobie bibliotekę, liczącą 20 tys. woluminów. W 1937 roku ciała jego braci przewieziono do Tirany, ciało Samiego pozostało w Stambule. Władze tureckie tym samym uznały jego szczególny wkład w rozwój kultury tureckiej. Imię Frashëriego noszą ulice w Stambule, Tiranie, Durrësie, Kamzie, Prisztinie i w Cerriku, a także gimnazja w Stambule, Tiranie i w Prisztinie.
Syn Samiego, Ali Sami Yen był założycielem klubu Galatasaray SK.